# Жерносек, Евгений Викторович
Евгений Викторович Жерносек (род. 9 августа 1987, Лепель, Лепельский район, Витебская область, Белоруссия) — белорусский тяжелоатлет, выступающий в весовой категории свыше 105 кг. Бронзовый призёр чемпионата Европы 2011 года. Чемпион Белоруссии 2012 года. Участник Олимпийских игр (2012).

## Биография
22 апреля 2011 года в Новополоцке Евгений попал в ДТП вместе с тяжелоатлетом Сергеем Лагуном, который погиб. Евгений получил травмы с различной степени тяжести.

## Результаты выступлений
| Год  | Соревнование     | Место проведения | Весовая категория | Рывок  | Толчок | Сумма двоеборья | Место |
| 2012 | Олимпийские игры | Рио-де-Жанейро   | свыше 105 кг      | 196 кг | 230 кг | 426 кг          | DSQ   |
| 2013 | Чемпионат мира   | Вроцлав          | свыше 105 кг      | 190 кг | 226 кг | 416 кг          | 5     |
| 2014 | Чемпионат мира   | Алма-Ата         | свыше 105 кг      | 199 кг | 227 кг | 426 кг          | 5     |
| 2015 | Чемпионат мира   | Хьюстон          | свыше 105 кг      | 201 кг | 233 кг | 434 кг          | 6     |
| 2015 | Чемпионат Европы | Тбилиси          | свыше 105 кг      | 186 кг | 220 кг | 406 кг          | 7     |